# The Time Is Right for Love
The Time Is Right for Love è una canzone del gruppo musicale britannico Whitesnake, pubblicata come secondo singolo dall'album Trouble nel 1978. 

## Composizione
Scritta da David Coverdale, Bernie Marsden e Micky Moody, la canzone mostra influenze jazz nella sequenza degli accordi.
Il lato B del singolo contiene Belgian Tom's Hat Trick, brano strumentale funky scritto da Micky Moody, sempre tratto da Trouble e arricchito dagli assoli di Moody, Marsden e Jon Lord.

## Tracce
Edizione da 7" per gli Stati Uniti (United Artists Records – UA-X1291-Y)
1. The Time Is Right For Love – 3:25 (Coverdale, Marsden, Moody)
2. Belgian Tom's Hat Trick – 3:24 (Moody)

Edizione da 7" per il Regno Unito (EMI International – INT 578 DJ)
1. The Time Is Right For Love – 3:25 (Coverdale, Marsden, Moody)
2. Come On (Live Version) – 3:32 (Coverdale, Marsden, Moody)

## Formazione
- David Coverdale – voce
- Micky Moody – chitarre
- Bernie Marsden – chitarre
- Neil Murray – basso
- Jon Lord – tastiere
- Dave Dowle – batteria